# В мире науки
В ми́ре нау́ки — советский и российский ежемесячный научно-популярный журнал, переводное издание американского журнала «Scientific American». Выходил с 1983 года по 1993 год и с 2003 года по 2022 год.
Читательская аудитория журнала составляла 83 000 читателей.
На сайте журнала размещались архивы самого журнала, газеты «В мире науки» и объявления о событиях в научном сообществе России.

## Главные редакторы
- Капица, Сергей Петрович — с момента основания по 14 августа 2012 года.
- Фортов, Владимир Евгеньевич — с 2012 года по 29 ноября 2020 года.
- Садовничий, Виктор Антонович.